# Iarlovți, Pernik
Iarlovți (în bulgară Ярловци) este un sat în comuna Trăn, regiunea Pernik,  Bulgaria. 

## Demografie
Componența etnică a satului Iarlovți
     Romi (28,33%)
     Bulgari (70%)
     Nicio identificare (1,66%)
     Altele (0%)
La recensământul din 2011, populația satului Iarlovți era de 60 locuitori. Din punct de vedere etnic, majoritatea locuitorilor (70,0%) erau bulgari, cu o minoritate de romi (28,33%). Pentru 1,66% din locuitori nu este cunoscută apartenența etnică.